# Södermanlands runinskrifter 315
Södermanlands runinskrifter 315 är ett vikingatida runstensfragment av granit i Sundby, Dunkers socken och Flens kommun. Fragmentets storlek är 0,65 gånger 0,62 meter. Stenen påträffades 1934 i grunden till ett svinhus i Sundby mellangård.

## Inskriften
Translitterering av runraden:
beiliʀ : au(k) ... ... ...þ : hialb... ... auk : gus : moþiʀ ·
Normalisering till runsvenska:
Bæiliʀ(?) ok ... ... [Gu]ð hialp[i] ... ok Guðs moðiʀ.
Översättning till nusvenska:
Bele(?) och ... Gud hjälpe ... och Guds moder.